# Detlev Barth
Detlev Barth (* 24. August 1951 in Nienhagen/Celle) ist ein deutscher Jurist und ehemaliger Politiker (CDU).

## Leben
Nach dem Besuch der Volksschule in Nienhagen wechselte Detlev Barth auf das Gymnasium Ernestinum in Celle. Ab 1968 besuchte er das Gymnasium in Hannoversch Münden bis zum Abitur. Nach dem Schulabschluss wurde er zum Wehrdienst bei der Bundeswehr eingezogen und ist Oberleutnant der Reserve. 
Von 1975 bis 1979 studierte er in Göttingen Rechtswissenschaften und legte sein erstes Staatsexamen im Jahr 1980 ab. Er war bereits Mitglied der Jungen Union und später der CDU und der Sozialausschüsse der CDA seit 1969. Zwischen den Jahren 1970 bis 1974 war er Kreisvorsitzender der Jungen Union in Hannoversch Münden sowie in den Jahren zwischen 1973 und 1976 Ratsherr der Stadt Hannoversch Münden. Vom 21. Juni 1982 bis 20. Juni 1986 war er Mitglied im Niedersächsischen Landtag.
Barth ist seit April 2008 Geschäftsführer der WRG Wirtschaftsförderung Region Göttingen GmbH.